# My First Love (アルバム)
『My First Love』（マイ・ファースト・ラヴ）は、2005年7月6日に発売された浜田省吾の16枚目のアルバム。

## 背景
前作『SAVE OUR SHIP』から4年ぶりとなるオリジナル・アルバムで、「原点に戻りながらもまたひとつ新しいドアを開けた感じ」と本人が語る快心のロック・アルバムとなっている。
先行シングルとして「光と影の季節」と「I am a father」の2枚を、アルバム発売後のシングルカットとして「Thank you」をそれぞれ発売している。いずれもオリコンのシングル・チャートTOP5以内にランクインしている。本作も初登場2位を記録し、25万枚を売り上げた。

## 音楽性
浜田曰く、2004年に全曲を一気に書き上げたといい、日常生活の光と影のワンシーンを切り取ってそれぞれを対比させながら情景を描いている。
ミックスとマスタリングは、アメリカで行われた。
「I am a father」や「花火」のように浜田自身の世代・年齢を反映した楽曲も多く、歌詞の中にビートルズやボブ・ディラン、ジャクソン・ブラウンといった影響を受けてきたアーティストの名前や楽曲名が登場する。また、アレンジにも様々な洋楽ナンバーのフレーズが取り入れられている。

## ディスクジャケット
日本の音楽CD作品としては初めて「FSC認証用紙」を採用しており、環境保護を目的とした紙材が使用されている。また、ライナーノーツには、日本語・英語・中国語・韓国語による歌詞の対訳が付いている。

## 収録曲

### CD盤
| 全作詞・作曲: 浜田省吾、全編曲: 星勝 AND 浜田省吾、バックボーカルアレンジ: 町支寛二。 |                                                 |          |            |      |
| #                                                                                     | タイトル                                        | 作詞     | 作曲・編曲 | 時間 |
| 1.                                                                                    | 「光と影の季節」(FLASH AND SHADOW)              | 浜田省吾 | 浜田省吾   | 4:41 |
| 2.                                                                                    | 「この夜に乾杯!」(CHEERS FOR TONIGHT!)          | 浜田省吾 | 浜田省吾   | 3:51 |
| 3.                                                                                    | 「旅立ちの朝」(BRAND NEW MORNING)               | 浜田省吾 | 浜田省吾   | 3:24 |
| 4.                                                                                    | 「Thank you」(THANK YOU)                        | 浜田省吾 | 浜田省吾   | 4:06 |
| 5.                                                                                    | 「デスク越しの恋」(WINK)                        | 浜田省吾 | 浜田省吾   | 4:15 |
| 6.                                                                                    | 「誰かどこかで」(SOMEWHERE NOT HERE)            | 浜田省吾 | 浜田省吾   | 4:36 |
| 7.                                                                                    | 「I am a father」(I AM A FATHER)                | 浜田省吾 | 浜田省吾   | 4:21 |
| 8.                                                                                    | 「花火」(HANABI)                                | 浜田省吾 | 浜田省吾   | 4:57 |
| 9.                                                                                    | 「初恋」(MY FIRST LOVE)                         | 浜田省吾 | 浜田省吾   | 4:54 |
| 10.                                                                                   | 「君と歩いた道」(YOU ARE THE ONE)               | 浜田省吾 | 浜田省吾   | 3:50 |
| 11.                                                                                   | 「ある晴れた夏の日の午後」(ONE FINE SUMMER DAY) | 浜田省吾 | 浜田省吾   | 5:45 |
| 合計時間:                                                                             | 合計時間:                                       | 48:40    |            |      |

### アナログ盤
| 全作詞・作曲: 浜田省吾、全編曲: 星勝 AND 浜田省吾、バックボーカルアレンジ: 町支寛二。 |                                        |          |            |      |
| #                                                                                     | タイトル                               | 作詞     | 作曲・編曲 | 時間 |
| 1.                                                                                    | 「光と影の季節」(FLASH AND SHADOW)     | 浜田省吾 | 浜田省吾   | 4:41 |
| 2.                                                                                    | 「この夜に乾杯!」(CHEERS FOR TONIGHT!) | 浜田省吾 | 浜田省吾   | 3:51 |
| 3.                                                                                    | 「旅立ちの朝」(BRAND NEW MORNING)      | 浜田省吾 | 浜田省吾   | 3:24 |
| 4.                                                                                    | 「Thank you」(THANK YOU)               | 浜田省吾 | 浜田省吾   | 4:06 |
| 5.                                                                                    | 「デスク越しの恋」(WINK)               | 浜田省吾 | 浜田省吾   | 4:15 |
| 6.                                                                                    | 「誰かどこかで」(SOMEWHERE NOT HERE)   | 浜田省吾 | 浜田省吾   | 4:36 |
| 合計時間:                                                                             | 合計時間:                              | 24:53    |            |      |

| 全作詞・作曲: 浜田省吾、全編曲: 星勝 AND 浜田省吾、バックボーカルアレンジ: 町支寛二。 |                                                 |          |            |      |
| #                                                                                     | タイトル                                        | 作詞     | 作曲・編曲 | 時間 |
| 1.                                                                                    | 「I am a father」(I AM A FATHER)                | 浜田省吾 | 浜田省吾   | 4:21 |
| 2.                                                                                    | 「花火」(HANABI)                                | 浜田省吾 | 浜田省吾   | 4:57 |
| 3.                                                                                    | 「初恋」(MY FIRST LOVE)                         | 浜田省吾 | 浜田省吾   | 4:54 |
| 4.                                                                                    | 「君と歩いた道」(YOU ARE THE ONE)               | 浜田省吾 | 浜田省吾   | 3:50 |
| 5.                                                                                    | 「ある晴れた夏の日の午後」(ONE FINE SUMMER DAY) | 浜田省吾 | 浜田省吾   | 5:45 |
| 合計時間:                                                                             | 合計時間:                                       | 23:47    |            |      |

## 楽曲解説
1. 光と影の季節
  - アルバムからの先行シングル第1弾。オリコン初登場3位のヒットを記録。
2. この夜に乾杯!
  - ライブを強く意識して作られたロック・ナンバー。ギター・サウンドを全面に押し出している。
3. 旅立ちの朝
  - ホーン・セクションをフィーチャーしたR&Bナンバーで、メンフィス・ホーン（英語版）をイメージして作られた。
4. Thank you
  - アルバム発売後にシングル第3弾としてシングルカットされた。アルバムの曲の中で最初に作られた。
5. デスク越しの恋
  - 社内恋愛をテーマにしたバラード。アルバム発売後のツアーで、収録曲では唯一歌われなかった。ヤング・ラスカルズの「Groovin」をイメージしているという。
6. 誰かどこかで
  - 浜田自身がアルバムの中でもお気に入りに挙げる作品。ミディアムテンポのポップ・ソング。
7. I am a father
  - 先行シングル第2弾で、父の日に合わせて発売された。妻や子どものことを想い日々強く生きる、正義感に溢れた父親が主人公。
8. 花火
  - 前曲に続いて父親を主人公としているが、その父親像は「I am a father」とは対になっており、「良き父親であろうとしたが、上手くいかなかった男」が主人公。
  - 10年後の2015年にリリースされたアルバム『Journey of a Songwriter 〜 旅するソングライター』収録の「五月の絵画」は、この曲の続編であり、家を出た父親とその娘が再会し和解する内容になっている。
9. 初恋
  - アルバムのタイトル曲。浜田省吾の自伝的な内容になっている。
  - あいみょんはしんちゃんとカラオケで「初恋」を歌いたいという[4]。
10. 君と歩いた道
  - シングル「I am a father」のカップリング曲。シングル・バージョンとの相違点としてはストリングスがカットされており、よりシンプルなアレンジになっている。
  - 浜田は、この楽曲に関して「100点満点の曲」と自賛している。
11. ある晴れた夏の日の午後
  - アルバム発売後のアリーナ・ツアーでは、ライブ冒頭の1曲目に歌われた。

## 参加ミュージシャン
| 光と影の季節 - Drums：小田原豊 - Bass：バカボン鈴木 - Guitars：長田進 & 武沢豊 - Keyboards：小島良喜 - Saxphones：古村敏比古 - Percussions：三沢またろう - Backing vocal：町支寛二 - Manipulation：石川鉄男 この夜に乾杯! - Drums：小田原豊 - Bass：バカボン鈴木 - Guitars：長田進 - Keyboards：小島良喜 - Saxphones：古村敏比古 - Backing vocal：町支寛二 - Synthesizers & Manipulation：石川鉄男 旅立ちの朝 - Drums：小田原豊 - Bass：バカボン鈴木 - Guitars：長田進 - Keyboards：小島良喜 - Saxphones：古村敏比古 - Trombones：清岡太郎 - Trumpets：佐々木史郎 - Backing vocal：町支寛二 - Manipulation：石川鉄男 Thank you - Drums：小田原豊 - Bass：バカボン鈴木 - Guitars：長田進 - Keyboards：小島良喜 - Percussions：三沢またろう - Backing vocal：町支寛二 - Manipulation：石川鉄男 デスク越しの恋 - Drums：小田原豊 - Bass：美久月千晴 - Guitars：土方隆行 & 西川進 - Keyboards：小島良喜 - Percussions：三沢またろう - Strings：後藤勇一郎 Strings - Backing vocal：町支寛二 - Synthesizers & Manipulation：石川鉄男 誰かどこかで - Drums：小田原豊 - Bass：美久月千晴 - Guitars：土方隆行 & 西川進 - Keyboards：小島良喜 - Backing vocal：町支寛二 - Synthesizers & Manipulation：石川鉄男 | I am a father - Drums：小田原豊 - Bass：美久月千晴 - Guitars：長田進 - Keyboards：小島良喜 - Backing vocal：浜田省吾, 町支寛二, justine & Sean Lisa - Synthesizers & Manipulation：石川鉄男 花火 - Drums：小田原豊 - Bass：バカボン鈴木 - Guitars：武沢豊 - Keyboards：小島良喜 - Saxphones：古村敏比古 - Backing vocal：浜田省吾 & 町支寛二 - Manipulation：石川鉄男 初恋 - Drums：小田原豊 - Bass：バカボン鈴木 - Guitars：長田進 - Keyboards：小島良喜 - Saxphones：古村敏比古 - Percussions：三沢またろう - Backing vocal：町支寛二 - Manipulation：石川鉄男 君と歩いた道 - Drums：小田原豊 - Bass：美久月千晴 - Guitars：土方隆行 - Keyboards：小島良喜 - Percussions：三沢またろう - Backing vocal：町支寛二 - Synthesizers & Manipulation：石川鉄男 ある晴れた夏の日の午後 - Drums：小田原豊 - Bass：バカボン鈴木 - Guitars：武沢豊 - Keyboards：小島良喜 - Recorder & Tin whistle：旭孝 - Percussions：三沢またろう - Strings：後藤勇一郎 Strings - Backing vocal：町支寛二 - Synthesizers & Manipulation：石川鉄男 |

## スタッフ
- Mix engineer[注釈 1]：Jack Joseph Puig, Neil Dorfsman, Chris Lord-Alge
- Rec engineer：松尾順二, 齊藤隆之, 水谷公生, 波多腰英靖
  - at Sony Music Studios Tokyo & Fairlife Studio
- Mastering：Bernie Grundman
  - at Bernie Grundman Mastering Studio